# Kryweć (obwód kijowski)
Kryweć (ukr. Кривець; pol. Krzywiec) – wieś na Ukrainie, w obwodzie kijowskim, w rejonie białocerkiewskim.